# S-adenosil metionina
La S-adenosil metionina (SAM, SAMe, SAM-e), es un co-sustrato común que interviene en la transferencia de grupos metilo. La descubrió, en Italia, G. L. Cantoni, en 1952. Está compuesta de adenosina y metionina, mediante la enzima metionina adenosiltransferasa. La transmetilación, la trans-sulfuración y la aminopropilación son las rutas metabólicas que utilizan SAM. Aunque estas reacciones anabólicas ocurran en todo el cuerpo, la mayoría de las SAM se producen y se consumen en el hígado.
El grupo metilo (CH
3-), unido al átomo de azufre de la metionina en la SAM, es químicamente reactivo. Esto permite la donación de este grupo a un aceptor de sustrato en las reacciones de transmetilación. Más de 40 reacciones metabólicas involucran la transferencia de un grupo metilo desde la SAM a varios sustratos tales como ácidos nucleicos, proteínas y lípidos.
En las bacterias, la SAM se enlaza mediante un riboswitch, que regula los genes involucrados en la biosíntesis de metionina o cisteína.

## Bioquímica de la S-adenosil metionina

### El ciclo de la SAM
Las reacciones que producen, consumen y regeneran SAM se denominan ciclo de la SAM. En la primera parte de este ciclo, las metilasas dependientes de SAM (EC 2.1.1), utilizan la SAM como sustrato y producen S-adenosil homocisteína como producto. El producto de esta reacción es hidrolizado a homocisteína y adenosina mediante la S-adenosilhomocisteína hidrolasa EC 3.3.1.1, y la homocisteína es reciclada de nuevo a metionina, a través de la transferencia de un grupo de metilo desde el 5-metiltetrahidrofolato, por una de las dos clases de metionina sintasas (EC 2.1.1.13 o EC 2.1.1.14). Esta metionina puede entonces ser convertida de nuevo a SAM, concluyéndose el ciclo.

### Biosíntesis de poliaminas
Otro gran papel que la SAM tiene es en la biosíntesis de poliaminas. Aquí se descarboxila mediante la adenosilmetionina descarboxilasa (EC 4.1.1.50) para formar S-adenosil-5'-3-metilpropilamina. Este compuesto dona su grupo n-propilamina en la biosíntesis de poliaminas tales como la espermidina y la espermina a partir de la putrescina.
La SAM es necesaria para el crecimiento y reparación de las células. También colabora en la biosíntesis de diversas hormonas y neurotransmisores que afectan al estado de ánimo, como la dopamina y la serotonina. Las metiltransferasas son también responsables por la adición de grupos metilo a los hidroxilos 2' del primer y segundo nucleótidos próximos al tope 5' del ARN mensajero.
Otros productos biológicos que proceden del SAM son el ácido 2-azetidincarboxílico y el etileno

## Aplicaciones terapéuticas
En los Estados Unidos de América, la SAM se vende como un suplemento nutricional que tiene el nombre comercial de SAM-e (también se dice SAME o SAMe; se pronuncia «sam i»). La SAM también se comercializa como un fármaco de prescripción médica aprobado en Rusia, Italia y Alemania con los nombres de Gumbaral, Samyr, Adomet, Heptral y Admethionine. Diversas investigaciones y estudios clínicos indican que la ingesta de SAM de forma regular puede ayudar a combatir la depresión, las enfermedades de hígado y el dolor de la artrosis. Todas las demás indicaciones todavía no están demostradas.
El uso terapéutico de la SAM se ha incrementado debido al aumento de popularidad que los suplementos dietéticos alcanzaran, después del «Dietary Supplement Health and Education Act» que ocurrió en el año 1994. Esta norma permitió la distribución de la SAM como un complemento dietético, y por lo tanto permitió que pasara los requerimientos de regulación para drogas de la organización Administración de Medicamentos y Alimentos (FDA).
Existen evidencias de que los niveles anormalmente bajos de SAM endógena pueden desempeñar un papel importante en el desarrollo de la enfermedad de Alzheimer, y su ingesta puede tener un potencial terapéutico en el tratamiento de esta enfermedad (investigaciones recientes revelan que este efecto se debe probablemente a las deficiencias de vitamina B12, que causan defectos neurológicos a través de la transferencia de un carbono con el folato). En los pacientes con Alzheimer se han encontrado niveles muy bajos de SAM en el líquido cefalorraquídeo y en todas las regiones del cerebro. Las investigaciones preliminares sugieren que la SAM puede tener un potencial terapéutico en el tratamiento con pacientes de Alzheimer, y un estudio reciente con ratones con Alzheimer muestra que los suplementos de SAM impiden el daño oxidativo y el deterioro cognitivo.
Por último, según algunos estudios prospectivos, en algunos pacientes con cirrosis hepática que sufren una astenia importante y refractaria, la administración de S-adenosilmetionina (100 mg/día) consiguió la mejoría de la astenia en al menos el 60 % de pacientes.

En veterinaria, es el componente activo fundamental de ZENTONIL®, un alimento dietético para perros, entre otros animales, cuyo objetivo específico es ayudar a la función hepática del animal en caso de insuficiencia hepática crónica.

## Formas orales, uso y efectos adversos

### Forma oral
La forma oral de SAM-e alcanza concentraciones plasmáticas máximas entre 3 y 5 horas después de la ingestión de una tableta con cubierta entérica (400-1000 mg). La vida media es de unos 100 minutos. Puede requerir hasta un mes para que pueda alcanzar el efecto máximo en el tratamiento de la osteoartritis. Double-blind controlled clinical trial of oral S-adenosylmethionine versus piroxicam in knee osteoarthritis
A Maccagno 1, E E Di Giorgio, O L Caston, C L Sagasta />Debido a su inestabilidad estructural, SAM se utiliza en formas de sales estables para el uso como un medicamento oral. La Universidad de Maryland publica las sales que suelen utilizarse: tosilato, butanodisulfonato, disulfato tosilato, disulfato ditosilato y disulfato monotosilato.
Con el advenimiento de la Good Manufacturing Practices o GMPs (en castellano, buenas prácticas de fabricación) encargado por la FDA en el 2008, los fabricantes están obligados a confirmar que sus productos contienen lo que aparece en la etiquetas hasta el dato de vencimiento.
Se ha cuestionado si ellos cumplen los objetivos o no. Subscriptores a los laboratorios de consumidores tienen un acceso a informes comparativos sobre el contenido de la SAMe en varios suplementos.
Afirmaciones de que la sal butano de disulfonato es más estable o absorbe mejor no ha sido apoyado con las referencias que suelen citarse como prueba. Distintos tipos de sales han sido utilizadas con éxito en ensayos clínicos, pero no hay ninguna comparación cabeza-a-cabeza.

### Uso
La SAM-e se absorbe mejor con el estómago vacío. Los comprimidos con cubierta entérica embalados en papel de aluminio o blísteres aumentan la estabilidad y mejoran la absorción. Debe almacenarse en un lugar fresco y seco para prevenir su deterioro.

### Posibles efectos adversos
Una vez SAM-e dona su grupo metilo para la colina, en la formación de creatina, carnitina, ADN, ARNt, noradrenalina, y otros compuestos, se transforma en S-adenosil-homocisteína (HSA). En circunstancias normales, la homocisteína, en presencia de vitamina B6, vitamina B12 y ácido fólico (los principales co-factores de la SAM-e), al final se convierte de nuevo en metionina, SAM-e, o cisteína, glutatión y otras sustancias útiles. Sin embargo, si una cantidad suficiente no está presente de estas vitaminas, la SAM-e no se metaboliza en una manera correcta. Como consecuencia de ello, todos los beneficios de la SAM-e no se obtiene, y la homocisteína puede aumentar hasta niveles inseguros.
Los niveles elevados de homocisteína se han asociados con arteriosclerosis (endurecimiento y estrechamiento de las arterias), así como un mayor riesgo de ataques cardíacos, accidentes cerebrovasculares, daño al hígado, y posiblemente enfermedad de Alzheimer. Debido a esto, suplementos de vitamina B suelen tomarse junto con la SAM-e. Estas vitaminas ayudan a metabolizar la homocisteína en otros compuestos útiles.
Otro efecto secundario de la SAMe es el insomnio, por lo que el suplemento se suele tomar a menudo por la mañana. Otros informes de efectos secundarios incluyen la falta de apetito, constipación, náusea, sequedad de boca, sudoración, y ansiedad/nerviosismo, pero en estudios controlados por placebo, estos efectos secundarios ocurren aproximadamente con la misma incidencia que en los grupos placebo. Algunos usuarios informaron un aumento de ansiedad con tan solo 50 mg/día.
El rango de las dosis terapéuticas se sitúa desde 400 mg/día hasta 1600 mg/día, aunque dosis más elevadas puedan ser usadas en algunos casos. Algunos médicos recomiendan dosis todavía más bajas situadas en el rango de 50 a 200 mg/día para tratar depresiones poco severas sin desencadenar efectos secundarios negativos. Consulte su médico antes y mientras lo utiliza.

### Efectos adversos
Enfermedades gástricas, diarrea, dispepsia, ansiedad, dolor de cabeza, trastornos psíquicos, insomnio, alergias y erupciones cutáneas. Los efectos a largo plazo son desconocidos. El SAMe es un agente de DNA-alquilacón débil que puede actuar como un carcinógeno débil.

#### Síndrome serotoninérgico
Existe una preocupación y un informe del potencialmente mortal síndrome serotoninérgico asociado a SAMe en combinación con otros medicamentos.

#### Manía de inducción
En una búsqueda extensiva del SAMe en MEDLINE, Kagan encontró manía de inducción en uno de quince pacientes tratados con SAMe parenteral. En el mismo estudio, Lipinsky encontró la inducción aparente de la manía en dos pacientes con trastorno bipolar (de un total de nueve pacientes depresivos estudiados). Tanto la depresión y la manía puede ser mortal causando condiciones como disfunción cognitiva, incluso después de la remisión. Existe la preocupación de que los antidepresivos en general, puede inducir hipomanía, manía o ambos.